# 加伯特 (紐約州)
加伯特（英語：Garbutt）是位於美國紐約州門羅縣的非建制地區。

## 歷史
加伯特的郵局於1880年設立，其後於1943年停運。

## 地理
加伯特所處的海拔為高於海平面182米（即597英呎），而該地所採用的時區為UTC-5，即北美东部时区（EST）。同時該地設有夏令時間，為UTC-5調快一小時，即UTC-4（EDT）。